# Sceloenopla rubrosinuata
Sceloenopla rubrosinuata es una especie de insecto coleóptero de la familia Chrysomelidae. Fue descrita científicamente en 1921 por Maurice Pic.